# Уран (мифология)
Ура́н (др.-греч. Οὐρανός «небо»), у римлян Це́лум (лат. Caelum) — в древнегреческой мифологии олицетворение неба, супруг Геи (земли), относится к самому древнему поколению богов. Гея родила Урана или она породила его во сне; либо Уран — сын Хаоса (в иных мифах сын Эфира) и Гемеры; или сын Офиона и старшей Фетиды. Отец титанов и богов-титанов. «Первый стал править всем миром».
Согласно Гесиоду, Гея, вступив с Ураном в брак, породила горы (по версии), нимф, Понта, титанов, циклопов и сторуких исполинов — гекатонхейров. Одной из главных черт Урана была его бесконечная плодовитость. Своих детей, ужасных видом, он ненавидел. Пряча их в утробу Геи, Уран причинял ей тяжкие страдания.
Для облегчения участи своей матери Кронос, её младший сын, оскопил своего отца при помощи серпа. Плодоносная сила Урана была настолько велика, что от капель крови, упавших на землю, родились эринии, а от семени и крови, упавших в море— богиня Афродита. Результатом было отстранение Урана от продолжения рода богов-чудовищ и переход власти к его сыну Кроносу.
По Евгемеру, он погиб в океане и погребён в крепости Авлакии. Ему посвящён IV орфический гимн.

## Этимология
Наиболее убедительная версия возводит слово к протогреческой форме *worsanós, образованной от корня *ṷorsó- (ср. греч. ouréō «мочиться», др.-инд. varṣá «дождь», хетт. ṷarša- «туман»). Учитывая значение праиндоевропейского корня, имя Урана следует трактовать как «податель дождя». Предложенная Ж. Дюмезилем связь с именем индоарийского бога Варуны является этимологически несостоятельной.

## Потомство Урана
- Циклопы
  - Арг. Сын Урана и Геи, сброшен отцом в Тартар[13]
  - Бронт
  - Стероп
- Астерий. Сын Урана и Геи — имя, которым называет себя посвященный в орфических текстах[14].
- Басилея
- Гекатонхейры
  - Котт
  - Бриарей
  - Гигес
- Титан. Согласно Эвгемеру, был сыном Урана и Гестии и единственным братом Крона[15].
- Титаны
  - Гиперион[16]
  - Иапет
  - Крий
  - Кронос
  - Кей
  - Океан
- Титаниды
  - Диона
  - Мнемосина
  - Рея
  - Тефия
  - Феба
  - Фейя
  - Фемида
- Ирифесса (Эйрифаесса). Дочь Урана и Геи, родила от Гипериона Гелиоса[17]. Или Еврифесса. Мать Селены[18]. См. Тейя.
- Лисса от Нюкты
- Афродита
- Эгеон (Бриарей)
- Эринии. По Псевдо-Гераклиту, их было тридцать тысяч
- Алекто
- Тисифона
- Мегера

## Истоки образа и параллели
Исследователи Ж. Дюмезиль и поддержавший его М. Элиаде выявили праиндоевропейские корни образа Урана, как второго по счёту[уточнить] небесного бога-царя. Параллелью к образу греческого Урана, по их мнению, является ведийский Варуна.

## Поклонение
Уран не играл важной роли в мифах, в отличие от его жены Геи, поэтому греки ему поклонялись мало, и пока не обнаружено ни одного святилища Урана. Только в «Теогонии» Уран играет значимую роль как отец гекатонхейров, циклопов и старших титанов, дед старших олимпийцев и младших титанов, прадед младших олимпийцев, детей старших олимпийцев, и детей младших титанов, прапрадед детей младших олимпийцев, внуков старших олимпийцев, и внуков младших титанов (некоторые из которых были уже смертными или полубогами).

## Изображения
О том, что греки поклонялись Урану меньше, чем другим богам, говорят и изображения. Нет ни одного древнего изображения Урана, они отсутствуют даже на древнегреческой керамике, да и поздних изображений Урана мало. Правда, Еврипид всё же описывал некий ковёр, где были изображены боги неба, включая Урана. В римской мифологии имя Урана вообще не упоминается, только то, что Сатурн сверг своего отца, бога неба, но его изображение есть на доспехах статуи императора Августа из Прима-Порта.

## В современной культуре
В честь бога Урана названа седьмая по удалённости от Солнца планета Солнечной системы Уран, а также химический элемент.